# Blanqueamiento racial
El blanqueamiento racial (en portugués branqueamento) es una práctica social, política y económica utilizada en muchos países postcoloniales hacia un supuesto ideal de blancura. El término blanqueamiento tiene sus raíces en América Latina y se usa más o menos como sinónimo de blanqueamiento racial. Sin embargo, el blanqueamiento puede considerarse tanto en el sentido simbólico como en el biológico. Simbólicamente, el blanqueamiento representa una ideología que surgió de los legados del colonialismo europeo, descritos por la teoría de la colonialidad del poder de Aníbal Quijano, que abastece a la dominación blanca en las jerarquías sociales. Biológicamente, blanqueamiento es el proceso de blanquear al casarse con un individuo con piel clara para producir descendencia con piel clara.

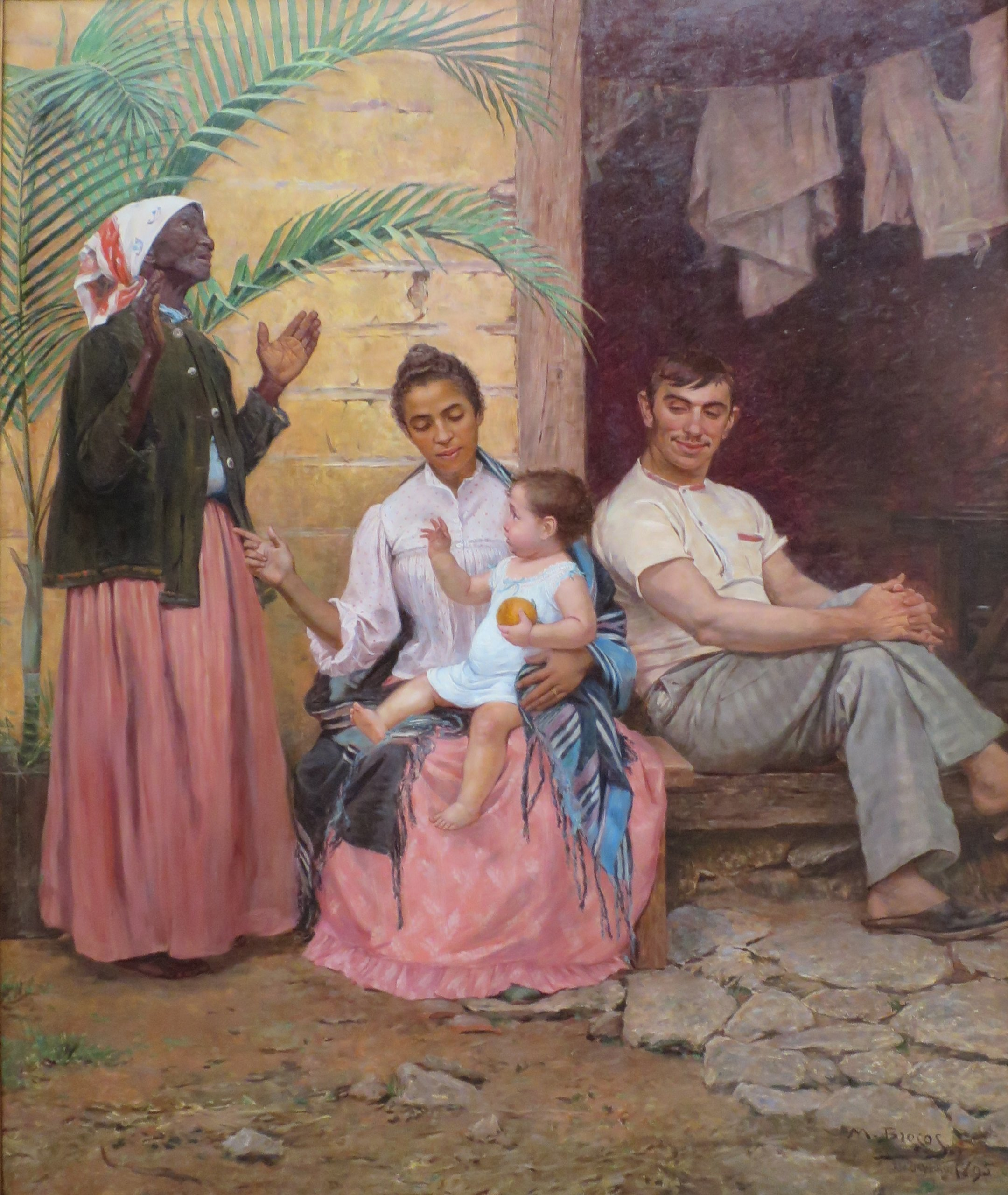
Un Redenção de Cam (Maldición de Ham), cuadro del pintor gallego Modesto Brocos y Gomes), 1895, Museu Nacional de Belas Artes. La pintura muestra a una abuela negra, una madre mulata, un padre blanco y su hijo cuarterón, de ahí tres generaciones de hipergamia racial a través del blanqueamiento.

## Definición
Peter Wade sostiene que el blanqueamiento es un proceso histórico que puede vincularse con el nacionalismo. Al pensar en el nacionalismo, las ideologías detrás de él provienen de la identidad nacional, que según Wade es "una construcción del pasado y del futuro". Por ejemplo, la demografía pasada de Puerto Rico tenía una fuerte influencia negra e indígena porque el país participaba en el comercio de esclavos y al mismo tiempo era el hogar de muchos grupos indígenas. Por lo tanto, entendiendo el blanqueamiento en lo que se refiere a la modernización, la modernización se entiende entonces como una guía para alejarse las raíces negras e indígenas. La modernización luego sucedió como lo describe Wade, como "la creciente integración de negros e indios en la sociedad moderna, donde se mezclarán y eventualmente desaparecerán, llevando consigo su cultura primitiva". Este tipo de implementación del blanqueamiento se lleva a cabo en sociedades que históricamente siempre han estado lideradas por personas "blancas" cuya orientación llevaría "al país lejos de su pasado, que comenzó en la indianidad y la esclavitud" con la esperanza de promover la mezcla de cuerpos para desarrollar una sociedad predominantemente de piel blanca.

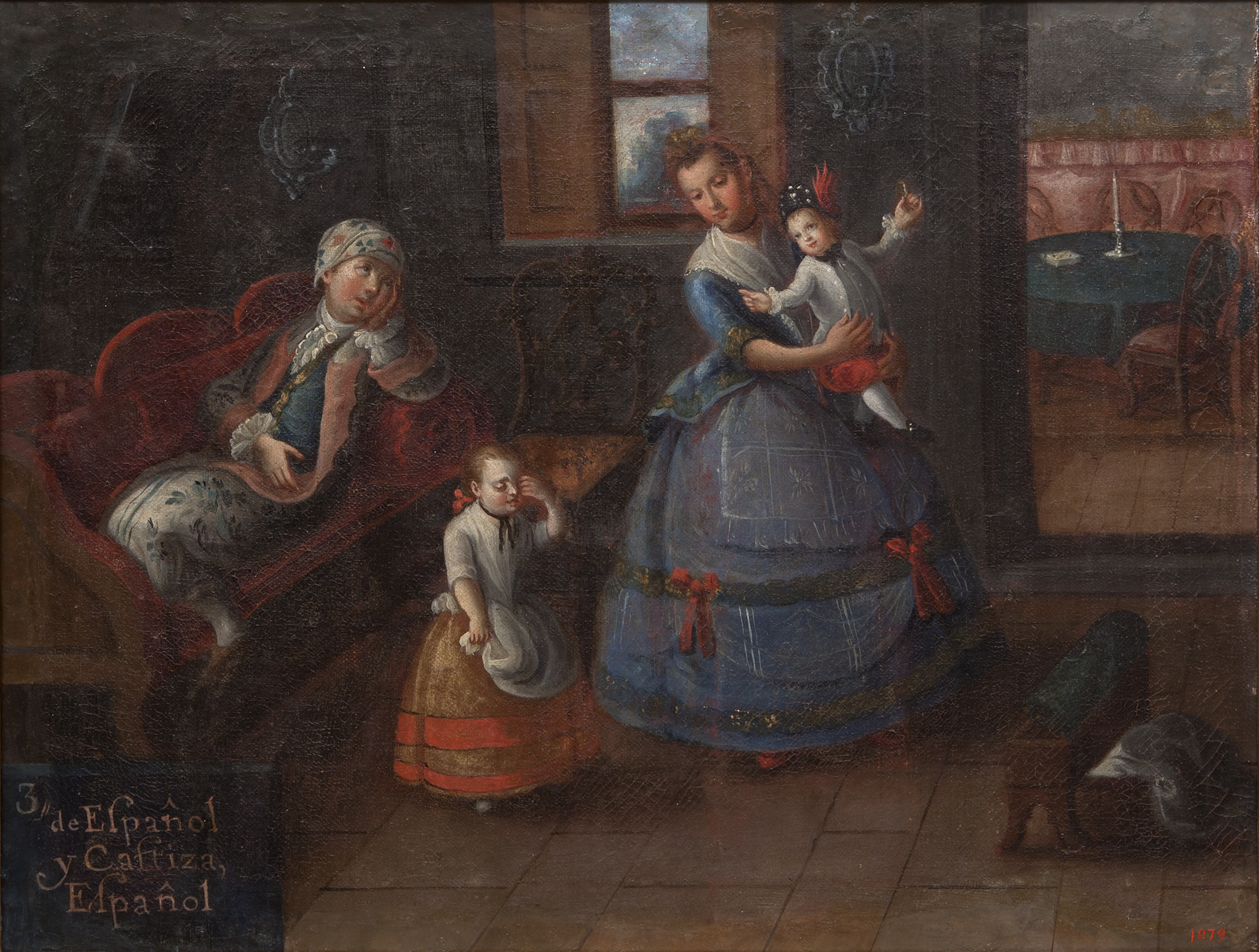
Pintura de la casta de la época colonial de 1799, según la cual la descendencia de un español y una castiza se consideran "españolas", es decir, los latinoamericanos blancos (criollos).

## Relacionado al mestizaje
La formación de mestizaje ha emergido en el cambio de Latinoamérica hacia perspectivas y políticas multiculturales. El mestizaje ha sido considerado problemático por muchos estudiosos de los Estados Unidos porque sostiene jerarquías raciales y celebra el blanqueamiento. Por ejemplo, Swanson sostiene que aunque el mestizaje no es una encarnación física del blanqueamiento, "no se trata tanto de mezclar, sino de un blanqueamiento progresivo de la población".

## Política nacional
El blanqueamiento se promulgó en las políticas nacionales de muchos países latinoamericanos a principios del siglo XX. En la mayoría de los casos, estas políticas promovieron la inmigración europea como un medio para blanquear a la población.

### Brasil
El blanqueamiento ("branqueamento" en portugués) se distribuyó en la política nacional en todo Brasil a fines del siglo XIX y principios del siglo XX. Las políticas de blanqueamiento surgieron después de la abolición de la esclavitud y el comienzo de la primera República de Brasil (1888–1889). Para diluir la raza negra, Brasil ejecutó medidas públicas para aumentar la inmigración europea, donde más de 1 millón de europeos llegaron a São Paulo entre 1890 y 1914. Viajes estatales y federales financiados y subsidiados para inmigrantes, éstos llegaron de Portugal, España, Italia, Rusia, Alemania, Austria, Francia y los Países Bajos. Creada a fines del siglo XIX, la Dirección General de Estadística de Brasil (DGE) realizó censos demográficos y logró medir el progreso del blanqueamiento como exitoso en Brasil, a pesar de que ya había mucha población afrodescendiente intrínsecamente asociada a la cultura del país.

## Social
El blanqueamiento social ocurre en muchos países latinoamericanos y puede tomar la forma de autoidentificación étnica. Por ejemplo, al examinar el censo puertorriqueño y las diferentes categorías étnicas de la población, la autoclasificación de "blanco" se convirtió en una tendencia social en aumento a pesar de la rica historia puertorriqueña de trata de esclavos durante el siglo XIX. Debido a la trata de esclavos y la mezcla de cuerpos, la composición fenotípica de la población en Puerto Rico se vio impactada dramáticamente. "Una consecuencia del aumento de esclavos africanos fue un cambio en la composición racial de la población. La mayor proporción (55.6%) de "personas de color" se registró en 1820 y se redujo posteriormente. En 1864, el 52.4% de la población era "blanco". Luego, a medida que el censo continuó a través de las décadas, la dramática disminución de las categorías no blancas se convirtió en una tendencia. La categoría de 'blanco" se mantuvo intacta y el porcentaje de la población que representó aumentó de 61.8% en 1899 a 80.5% en 2000. Al mismo tiempo, la proporción de personas clasificadas como no blancas cayó de 38.2% a 19 %.